# Гановер (переписна місцевість, Нью-Гемпшир)
Гановер (англ. Hanover) — переписна місцевість (CDP) в США, в окрузі Ґрафтон штату Нью-Гемпшир. Населення — 9078 осіб (2020).

## Географія
Гановер розташований за координатами 43°42′30″ пн. ш. 72°16′38″ зх. д. / 43.70833° пн. ш. 72.27722° зх. д. (43.708366, -72.277187).  За даними Бюро перепису населення США в 2010 році переписна місцевість мала площу 12,92 км², з яких 11,70 км² — суходіл та 1,22 км² — водойми.

## Демографія
Згідно з переписом 2010 року, у переписній місцевості мешкало 8636 осіб у 2095 домогосподарствах у складі 1016 родин. Густота населення становила 668 осіб/км².  Було 2276 помешкань (176/км²).
Расовий склад населення:
| - 77,5 % — білих - 12,4 % — азіатів - 4,3 % — чорних або афроамериканців - 1,0 % — корінних американців |

До двох чи більше рас належало 3,9 %. Частка іспаномовних становила 4,6 % від усіх жителів.
За віковим діапазоном населення розподілялося таким чином: 10,9 % — особи молодші 18 років, 75,9 % — особи у віці 18—64 років, 13,2 % — особи у віці 65 років та старші. Медіана віку мешканця становила 22,1 року. На 100 осіб жіночої статі у переписній місцевості припадало 96,6 чоловіків;  на 100 жінок у віці від 18 років та старших — 95,6 чоловіків також старших 18 років.
Середній дохід на одне домашнє господарство  становив 119 861 долар США (медіана — 88 164), а середній дохід на одну сім'ю — 183 366 доларів (медіана — 156 776). Медіана доходів становила 81 667 доларів для чоловіків та 52 111 долар для жінок. За межею бідності перебувало 18,4 % осіб, у тому числі 14,3 % дітей у віці до 18 років та 7,4 % осіб у віці 65 років та старших.
Цивільне працевлаштоване населення становило 3290 осіб. Основні галузі зайнятості: освіта, охорона здоров'я та соціальна допомога — 59,8 %, мистецтво, розваги та відпочинок — 10,8 %, науковці, спеціалісти, менеджери — 7,5 %.